# Surconsommation de médicaments
 (juillet 2011).
Si vous disposez d'ouvrages ou d'articles de référence ou si vous connaissez des sites web de qualité traitant du thème abordé ici, merci de compléter l'article en donnant les références utiles à sa vérifiabilité et en les liant à la section « Notes et références ».
 (août 2006).
La surconsommation de médicaments ou surmédication désigne, d'un point de vue médical et sociétal, le fait qu'un individu ou une collectivité prenne une médication de façon excessive ou non nécessaire. Selon les critères d'évaluation de l'Organisation mondiale de la santé, la surconsommation de médicaments est liée avec un usage incorrect des médicaments, ce qui se manifeste sous la forme d’une consommation exagérée, insuffisante ou erronée des médicaments sur prescription ou en vente libre.
Le sujet de la surconsommation de médicaments est généralement étudié au travers de la dispensation de médicaments comme les antibiotiques, les antidépresseurs, psychotropes et anxiolytiques.
Dans un rapport sur la santé dans le monde en 2010 et sur l'usage rationnel des médicaments, l'Organisation mondiale de la santé rapporte que 50 % des médicaments ne sont pas prescrits, délivrés ou vendus comme il convient.
Les médecins qui prescrivent les médicaments et les pharmaciens qui les délivrent sont les principaux leviers pour assurer le bon usage des médicaments, en apportant les conseils nécessaires et en ne prescrivant/délivrant que les médications adaptées.
La déprescription correspond à la réduction de la dose et/ou l'arrêt des médicaments qui peuvent nuire, qui peuvent ne plus de fournir de bénéfice, ou être considérés comme inappropriés.
La déconsommation correspond à la sobriété dans la demande de soins ou de médicaments.

## Problématiques soulevées par la surconsommation de médicaments

### Cas des antibiotiques
La surconsommation d'antibiotiques peut avoir des conséquences graves pour un individu ou une collectivité, notamment en termes de création de résistances aux antimicrobiens. Le mésusage de l'antibiotique consiste par exemple à être dispensé en traitement d'une infection virale sur laquelle l'antibiotique n'aura pas d'efficacité.
La surconsommation est en grande partie responsable des résistances croissantes des bactéries aux antibiotiques : 
- ce sont les pays les plus grands consommateurs d'antibiotiques qui constatent aussi les plus fortes résistances des bactéries : les staphylocoques dorés sont résistants à la méthicilline dans 57 % des cas en France, alors que la fréquence observée au Danemark n'est que de 1 % et en Allemagne de 9 %[2].
- et chaque fois qu'une baisse sensible et durable de consommation d'antibiotiques est constatée, ces phénomènes de résistance diminuent.

Ces résistances deviennent extrêmement préoccupantes, elles sont l'objet d'avertissements réguliers des agences gouvernementales et internationales (OMS par exemple). En France par exemple, une démarche de santé publique a pour vocation de sensibiliser la collectivité à la prise des antibiotiques au travers de campagnes d'information (en 2000 — « Les antibiotiques, c'est pas automatique. »).
Déjà plus d'un tiers des affections au staphylocoque doré sont désormais impossibles à traiter avec les antibiotiques, et avec aucun autre médicament. Des complications peuvent en découler, allant du traitement de la surinfection, de la nécessité d'un traitement par geste opératoire (amputation par exemple), de la survenue d'une infection nosocomiale, et dans les cas les plus majeurs impliquant le décès.
En France, une estimation de l'Inserm montre que sur les 4 200 personnes qui succombent chaque année dans les années 2000 des suites d'une infection nosocomiale, les 3/4 seraient le fait de bactéries multirésistantes aux antibiotiques.
Par ailleurs, la problématique d'un usage déraisonné et irrationnel des médicaments antibiotiques et antimicrobiens offre des conditions favorables à l’émergence et à la propagation de micro-organismes résistants, en particulier des germes ou parasites responsables de la tuberculose, du paludisme ou encore de la gonorrhée.

### Cas des psychotropes
« La France est largement championne pour les 4 catégories de psychotropes. Elle en consomme 3 fois plus que l’Allemagne ou la Grande-Bretagne, et largement 2 fois plus que l’Italie. En moyenne, de 2 à 4 fois plus de psychotropes que n’importe quel autre pays européen.
- C’est avec les tranquillisants que nous nous distinguons de la façon la plus radicale : 2 fois plus que les Espagnols, 5 fois plus que les Allemands, 8 fois plus que les Anglais ! Chaque année, 80 millions de boîtes consommées, un bon milliard de francs.
-  Avec les hypnotiques : 2 fois plus que l’Allemagne ou l’Italie, et nettement plus que le Royaume-Uni.
- Avec les neuroleptiques et les antidépresseurs, l’exception française est un peu moins marquée, mais nous restons toujours bons premiers, et de loin. »

— Édouard Zarifian, Le prix du bien-être, éditions Odile Jacob, août 1996.

### Cas des interactions médicamenteuses
Il y aurait, selon le ministère français de la Santé, 128 000 hospitalisations et 8 000 décès annuels du seul fait de mauvaises interactions médicamenteuses (qui ne représentent qu'une partie de la iatrogenèse médicamenteuse)

### Cas de l'effet iatrogène et des effets indésirables
Extraits du Discours de Bernard Kouchner à la Conférence nationale de la Santé, 22 juin 1998, secrétaire d’État à la Santé : 
« La France est un pays où la surconsommation médicamenteuse est flagrante et injustifiée... Trop de prescriptions sont reconduites en l’absence de symptômes. 11 % des Français sont des consommateurs réguliers de psychotropes, 29 % chez les femmes entre 60 et 69 ans, une femme sur trois âgée de plus de 80 ans reçoit régulièrement des psychotropes. ...

Cette attitude thérapeutique est non seulement injustifiée et dès lors inutilement coûteuse, mais peut être source de complications individuelles et collectives. ... 

Une première étude, menée en 1997 par le Réseau des Centres Régionaux de pharmacovigilance, chez les malades hospitalisés un jour donné, dans des services de médecine, de chirurgie et de long séjour, a montré que la prévalence des effets indésirables médicamenteux était de 10,3 %. 33 % correspondaient à des effets indésirables graves. ... 

Le bon usage du médicament, jugé sur le respect des indications et recommandations de l’autorisation de mise sur le marché, était respecté dans 57 % des cas. Dans 31 % des cas, l’effet indésirable est survenu à la suite d’un traitement non conforme à l’AMM dont une partie aurait pu être probablement évitée. »

### Cas des mauvaises indications et erreurs médicamenteuses
« Dans le monde, près de la moitié des médicaments ne sont pas utilisés à bon escient. »

### Cas de la personne âgée
Le problème y est particulièrement visible, et préoccupant, pour ces personnes âgées, qui consomment de grandes quantités de médicaments, avec des risques importants d'interactions graves : les « effets indésirables des médicaments chez les personnes âgées sont beaucoup plus fréquents chez les sujets de plus de 65 ans. Or près des 2/3 de ces incidents sont évitables ».

## Mesures de santé publique

### Rapports de l'OMS
Avertissement de l'Organisation mondiale de la santé
Les experts de l'Organisation mondiale de la santé (OMS) ont émis des avertissements sérieux : « promouvoir l’usage rationnel des médicaments, c’est sauver des vies et faire des économies ». Ils rappellent les graves conséquences  de la surconsommation actuelle : événement indésirable médicamenteux (EIM), prolongation des maladies et même, dans certains cas, le décès.
De surcroît, les dépenses encourues par les individus comme par les gouvernements sont inutiles[non neutre] et parfois extrêmement élevées, notamment dans les pays en développement où les médicaments sont souvent à la charge des patients.

### Situation en France
Concernant les antibiotiques, un rapport de l'ANSM en 2017 place la France comme 3ème consommateur européen avec, par exemple, une consommation environ 2 fois supérieure à l'Allemagne et 1,5 supérieure au Royaume-Uni.
Tout médicaments confondus voir la Liste des pays par consommation de médicaments
Quelques chiffres en France
Extraits de « Données sur la surconsommation de médicaments en France » :
- les prescriptions médicamenteuses aux personnes âgées de plus de 65 ans représentent le 1/3 de toutes les prescriptions alors que cette population ne représente qu'environ 15 % de la population française ;
- seulement 11 % des Français âgés de plus de 65 ans ne prennent aucun médicament de façon régulière ;
- 50 % des Français âgés de plus de 65 ans prennent entre 1 et 4 médicaments chaque jour ;
- 38 % de ces Français prennent de 5 à 10 médicaments par jour ;
- 1 % de ces Français prennent plus de 10 médicaments différents par jour.

Même si la iatrogénèse n'est pas nécessairement médicamenteuse, les extraits suivants de « L’estimation du risque iatrogène dans les établissements de santé en France, Drees, Études et Résultats », février 2003 sont intéressants :

« La fragilité des patients joue en outre un rôle certain : ainsi l’âge augmente le risque d’accidents et il n’est pas rare que plusieurs événements iatrogènes surviennent chez une même personne (1/3 des patients identifiés a connu au moins 2 événements de nature indépendante).

Dans ce contexte, il est souvent difficile de faire la part des évènements liés à l’état clinique défavorable des patients et de ceux qu’on peut mettre sur le compte d’une cause iatrogène : la fragilité du patient a été un facteur favorisant pour la survenue de plus de 90 % des événements et, selon les enquêteurs, 40 à 60 % des événements étaient attendus compte tenu de l’évolution prévisible de la maladie ou de l’état du malade. »
En France, des progrès jugés « lents » par la Cour des Comptes
Les pouvoirs publics ont engagé des actions, en particulier l'élaboration d'« Accords de bon usage du médicament (Acbus) » mais, selon la Cour des Comptes, en septembre 2005, (extrait de l'article de Pharmaceutiques d'octobre 2005) « seuls 11 des 14 Acbus élaborés au 30 mars 2005 ont été mis en œuvre ». Pour la Cour, « ces accords ne peuvent présenter un intérêt qu’à partir du moment où, à l’image de l’Acbus sur le test de diagnostic rapide de l’angine, ils s’insèrent dans un dispositif complet de changement des comportements ».
Du côté des professionnels de santé, la Cour relève deux insuffisances majeures à propos de l’information sur les bonnes pratiques. Du côté des assurés, les progrès de l’information diffusée par l’assurance maladie aux assurés sociaux sont jugés « lents ».
Et « dans les faits, les engagements pris par les professionnels de santé n’ont quasiment jamais été tenus ».
Voir à ce sujet le document du Sénat PLFSS 2006 qui couvre un champ très large. Sur le point des Acbus, l'extrait du tableau est clair :
« Objectifs et résultats de la maîtrise médicalisée conventionnelle »
|                                      | Objectifs | Prévisions tous régimes en 2005 |
| ------------------------------------ | --------- | ------------------------------- |
| Accord de bon usage de soins (Acbus) | 55        | 0                               |

Des observateurs ont montré que la lenteur des progrès de la lutte contre la surconsommation de médicaments et la iatrogénie médicamenteuse est largement due au lobbying de l'industrie pharmaceutique.
Une enquête menée en 2012 par Anne Vega, docteure en anthropologie sociale et ethnologie de l'EHESS, sur les pratiques des médecins généralistes français montre qu'« une grande majorité d’entre eux croit en l’efficacité et aux effets bénéfiques des produits en général : ils sont porteurs de visions « optimistes » des médicaments et d’une forte tradition positiviste. Persuadés des progrès constants des thérapeutiques, ils sous-estiment les effets iatrogènes des produits qu’ils prescrivent. » 

### En Suisse
Des médecins et des pharmaciens du canton de Fribourg, en accord avec quatre caisses d’assurance maladie, ont lancé en 1997 le projet pilote des « Cercles de qualité médecins-pharmaciens pour la prescription de médicaments ».
Ce travail d’équipe, qui a duré deux ans, avait pour but :
- de développer la qualité des soins, d’améliorer les modes de relations entre médecins et pharmaciens au niveau local ;
- d’évaluer une méthode de formation post-universitaire interdisciplinaire gérée par les professionnels eux-mêmes, sur la base des recommandations internationales ;
- et de proposer une réponse à l’attente des autorités politiques et des organismes d’assurance maladie en matière d’économie, sans sacrifier la qualité des soins.

Dix cercles de qualité médecins-pharmaciens se sont rassemblés régulièrement en séances de travail pour étudier les effets thérapeutiques des médicaments en vue d’améliorer la qualité des soins et de trouver des solutions plus économiques ensuite.
Cette expérience suisse a montré que le travail en commun des professionnels de santé de toutes disciplines pouvait ouvrir la voie à l’amélioration de la qualité des soins tout en diminuant leur coût pour la société, et en particulier en réduisant le nombre de médicaments prescrits.